# ペドロ・デルガド

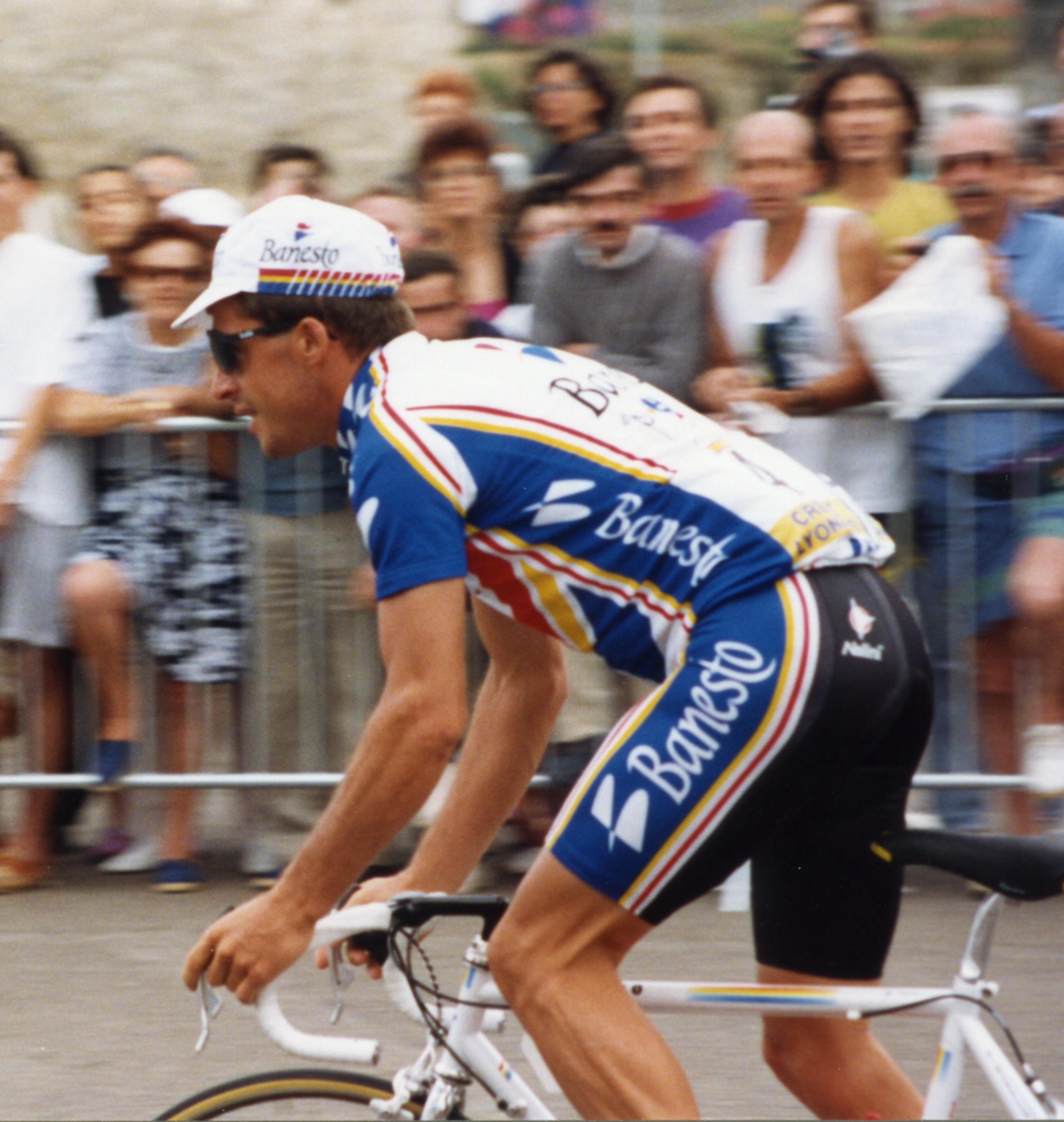
1993年ツール・ド・フランスにて

ペドロ・デルガド・ロブレド（Pedro Delgado Robledo。1960年4月15日- ）は、スペイン・セゴビア出身の元自転車競技選手。ペリコ（Perico Delgado）の愛称で親しまれた。

## 戦歴
屈指のクライマーであり、難易度の高い山岳コースを得意としており特に山頂ゴールでその強さを発揮した。全盛期には山頂手前数キロから爆発的に加速して周囲の選手達を一気に突き放すアタックがしばしば見られた。
ツール・ド・フランスではリタイアした1986年(後述)を除き、1985年から1993年まで8回に渡り毎年総合トップ10に食い込んでいる。
- 1982年 プロデビュー
- 1983年 ツール・ド・フランス : 総合15位
- 1985年 ブエルタ・ア・エスパーニャ : 総合優勝
- 1985年 ツール・ド・フランス : 総合6位
- 1986年 ツール・ド・フランス : 途中棄権
- 1987年 ツール・ド・フランス : 総合2位
- 1988年 ツール・ド・フランス : 総合優勝
- 1989年 ブエルタ・ア・エスパーニャ : 総合優勝
- 1989年 ツール・ド・フランス : 総合3位
- 1990年 ツール・ド・フランス : 総合4位
- 1991年 ツール・ド・フランス : 総合10位
- 1992年 ツール・ド・フランス : 総合6位
- 1993年 ツール・ド・フランス : 総合9位
- 1994年 ブエルタ・ア・エスパーニャ : 総合3位

1983年のツール・ド・フランスにおいて、途中まで総合トップのローラン・フィニョンに僅差の2位につけたことがあった。
1985年にはブエルタ・ア・エスパーニャで総合優勝を果たした。同年のツールでは最終総合順位こそ6位だったが、総合優勝争いの本命と目されるベルナール・イノーやグレッグ・レモンらに対して山岳コースで果敢にアタックをかける光景が、この大会で初めてツールを紹介することになったNHKでも大きく取り上げられた。
1986年のツールでは総合で表彰台を狙える位置につけていたが、レース途中に母親が亡くなったとの知らせを聞きその場でレースを棄権している。この2年後、NHKのツール特集番組においてリタイアのシーンが放映されており、デルガドが敬虔なクリスチャンであることや貧しい家庭ながら大切にしてくれた母親を思う気持ちが強かったことなどが紹介された。また、同年のサイクルスポーツ誌におけるデルガドの特集記事ではインタビューにおいて、「亡くなった母親の待つ故郷のセゴビアに一刻も早く帰ってあげたかった。」と当時の心境を語っている。
1987年のツールでは、総合優勝を果たしたステファン・ロッシュの他、ジャンフランソワ・ベルナール、シャーリー・モテと4人で熾烈なマイヨ・ジョーヌ争いを演じ、ピレネー超えステージでトップに立ったときは総合優勝の可能性も十分あったが、わずか40秒差で及ばず2位だった。
しかし1988年のツールではラルプ・デュエズのステージでマイヨ・ジョーヌを奪うと、その後も苦手な個人タイムトライアルを制するなどして後続を大きく引き離し、最終的には2位のスティーブン・ルークスに7分13秒の圧倒的な差をつけ、総合優勝を果たした。
1989年は2度目のブエルタ制覇を果たし、ツールでも（前年チャンピオンであるにもかかわらず）プロローグのスタート時間に遅刻して大きく出遅れるというハンデを背負いながらも3位に食い込んだ。その後もツール、ブエルタでは安定した成績を収めていたデルガドだが、1991年のツールにおいて、バネストチームのエースとして出場しながらも、レースが進むにつれ、チームメイトのミゲル・インドゥラインの台頭が目覚しくなると自らエースの座をインドゥラインに譲り、その後はアシストとして、後にインドゥラインの総合5連覇の第一歩となる今大会の優勝に大きく貢献した。
その後もアシストとしてインドゥラインを強力にサポート。インドゥラインのツール3連覇目まではデルガドの献身的なアシストがあったからこそという声も少なくなかった。
1994年に現役を引退。現在はスペイン国営放送の解説者を中心に活動しながら、ユニセフの親善大使も務めている。

### 薬物使用問題
1988年のツールにおいて、デルガドの体内から国際オリンピック委員会（IOC）では既に禁止薬物として認識されていたプロベネシドが検出されたが、国際自転車競技連合（UCI）の薬物監視委員はそれを認識せず、結果デルガドが順位剥奪などの制裁を受けることはなかった。